# Matt Smaby
Matthew „Matt“ Smaby (* 14. Oktober 1984 in Minneapolis, Minnesota) ist ein ehemaliger US-amerikanischer Eishockeyspieler und derzeitiger -trainer, der im Verlauf seiner aktiven Karriere zwischen 2003 und 2017 unter anderem 122 Spiele für die Tampa Bay Lightning und Anaheim Ducks in der National Hockey League (NHL) auf der Position des Verteidigers bestritten hat. Zudem absolvierte Smaby 192 weitere Partien für den EHC Red Bull München aus der Deutschen Eishockey Liga (DEL), mit dem er in den Jahren 2016 und 2017 jeweils die Deutsche Meisterschaft gewann.

## Karriere

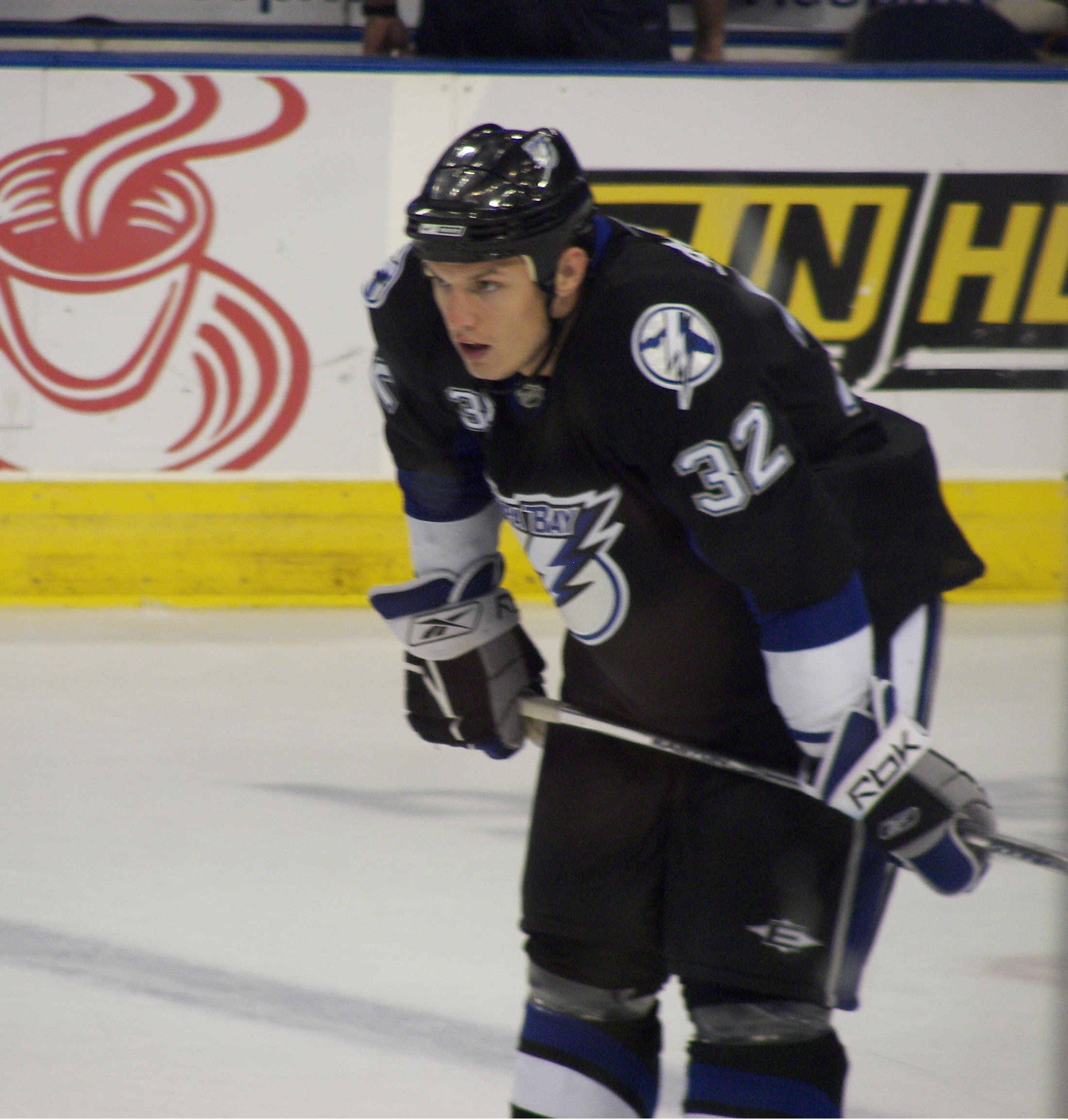
Smaby im Trikot der Tampa Bay Lightning (2007)

Matt Smaby spielte zunächst von 2001 bis 2003 für die Eishockeymannschaft der Shattuck St. Mary’s im High-School-Ligensystem der Vereinigten Staaten. Im Anschluss begann er ein Studium an der University of North Dakota und ging für deren Eishockeymannschaft von 2003 bis 2006 in der Western Collegiate Hockey Association (WCHA) aufs Eis. Dort gewann er in der Saison 2005/06 mit der Mannschaft die Meisterschaft der WCHA.
Für die Tampa Bay Lightning, von denen er bereits als High-School-Spieler im NHL Entry Draft 2003 in der zweiten Runde als insgesamt 41. Spieler ausgewählt worden war, gab der Verteidiger in der Saison 2007/08 sein Debüt in der National Hockey League (NHL), wobei er in 14 Spielen punktlos blieb und zwölf Strafminuten erhielt. In der Vorsaison hatte der Linksschütze ausschließlich für deren damaliges Farmteam, die Springfield Falcons aus der American Hockey League (AHL), gespielt. Ab 2007 lief Smaby parallel für Tampa Bay in der NHL und deren neues Farmteam, die Norfolk Admirals, in der AHL auf. Am 14. Juli 2011 unterzeichnete er einen Kontrakt für ein Jahr bei den Anaheim Ducks, für die er aber kein einziges Spiel absolvierte. Der Verteidiger wurde in der Saison 2011/12 nur im Farmteam, den Syracuse Crunch eingesetzt. Trotzdem wurde sein Vertrag bei den Anaheim Ducks um ein weiteres Jahr verlängert. Allerdings absolvierte Smaby auch in dieser Spielzeit nur Einsätze für den Kooperationspartner in der AHL, die Norfolk Admirals.
Im Juni 2013 gab der EHC Red Bull München aus der Deutschen Eishockey Liga (DEL) die Vertragsunterzeichnung des Verteidigers bekannt. Nach vier Jahren und dem Gewinn von zwei Deutschen Meisterschaften verließ Smaby den Verein im Juni 2017, nachdem er und der Verein sich nicht auf einen neuen Vertrag einigen konnten. Anschließend beendete der Verteidiger im Alter von 33 Jahren seine aktive Karriere und wurde zunächst zwei Jahre Team-Manager des Eishockeyteams an seiner Alma Mater. Die Saison 2019/20 verbrachte Smaby als Assistenztrainer beim EC Red Bull Salzburg in der österreichischen Erste Bank Eishockey Liga (EBEL). Seit der Saison 2021/22 ist er Cheftrainer der Waterloo Black Hawks aus der US-amerikanischen Juniorenliga United States Hockey League (USHL).

## Erfolge und Auszeichnungen
| - 2006 WCHA All-Tournament Team - 2006 WCHA Third All-Star Team - 2006 Broadmoor-Trophy-Gewinn mit der University of North Dakota | - 2016 Deutscher Meister mit dem EHC Red Bull München - 2017 Deutscher Meister mit dem EHC Red Bull München |

## Karrierestatistik
(Legende zur Spielerstatistik: Sp oder GP = absolvierte Spiele; T oder G = erzielte Tore; V oder A = erzielte Assists; Pkt oder Pts = erzielte Scorerpunkte; SM oder PIM = erhaltene Strafminuten; +/− = Plus/Minus-Bilanz; PP = erzielte Überzahltore; SH = erzielte Unterzahltore; GW = erzielte Siegtore; 1 Play-downs/Relegation; Kursiv: Statistik nicht vollständig)